# Moldtelecom
«Moldtelecom» — национальный оператор связи в Республике Молдова телекоммуникационная компания.

## История
- 1 апреля 1993 года. Основано государственное предприятие «Moldtelecom» в результате реструктуризации отрасли связи страны.
- 5 января 1999 года. Предприятие реструктурировано в акционерное общество, учредителем и единственным акционером которого стало государство.
- 2001 год. Впервые в Республике Молдова запущена услуга по предоставлению доступа к сети Интернет посредством технологии удалённого доступа. Запущены услуги VIP-звонка, IP-телефонии, видеотелефонии и публичной видеоконференции. Введена в эксплуатацию национальная цифровая сеть передачи данных при помощи оптоволоконного кабеля и мультиплексного оборудования SDH.
- 2002 год. Расширена совмещённая цифровая сеть «Cross-Net», что позволило увеличить возможности для передачи данных на 1 850 эквивалентных каналов со скоростью 64 кбит/с. Произведена замена национальных телефонных кодов (от 8 до 0) и международных телефонных кодов (от 10 до 0) в соответствии с международными стандартами.
- 2003 год. Реализован первый этап Национального плана нумерации.
- 1 ноября 2004 года. Запущена услуга по предоставлению широкополосного доступа к сети Интернет «MaxDSL» с использованием технологии «ADSL».
- Сентябрь 2005 года. Все доуниверситетские образовательные учреждения Республики Молдова подключены к всемирной сети Интернет в рамках правительственной программы «SALT».
- Декабрь 2005 года. Введена в эксплуатацию сеть «CDMA 2000 1X» и запущена услуга «Amplus».
- 2006 год. Завершено строительство сети в стандарте «CDMA 2000» с частотой 450 МГц, предназначенной для предоставления услуг беспроводной стационарной телефонной связи и услуг мобильной связи. Введены в эксплуатацию магистральная сеть на основе технологии «DWDM», обеспечивающая необходимую поддержку для передачи данных любого рода на территории Республики Молдова и совмещённая сеть «IP/MPLS», служащая основой для развития сетей нового поколения «NGN».
- 1 марта 2007 года. Запущена услуга по предоставлению мобильной телефонной связи под брендом «Unité» в стандарте «CDMA 2000».
- 16 апреля 2008. Запущена услуга по предоставлению доступа к сети Интернет «MaxFiber» с использованием технологии «FTTx».
- 2008 год. Компания получает лицензию на использование радиочастот и радиочастотных каналов с целью предоставления сетей и услуг мобильной электронной связи третьего поколения «3G».
- 2009 год. Число абонентов услуг по предоставлению доступа к сети Интернет «MaxDSL» и «MaxFiber» превысило 100 000.
- 22 февраля 2010 года. Запущена услуга цифрового телевидения «IPTV» с национальным покрытием.
- 17 мая 2010 года. Запущена услуга свободного доступа к сети Интернет с использованием технологии «WiFi».
- 1 апреля 2010 года. Запущена услуга мобильной телефонной связи «3G».
- 7 декабря 2010 года. Впервые в Республике Молдова запущена услуга цифрового телевидения в формате высокой четкости «HD».
- 15 июня 2011 года. Запущена услуга интерактивного цифрового телевидения «IPTV», полностью изменившая рынок услуг телевидения Республики Молдова.
- 24 июля 2017 года. Запущено первое мобильное приложение «Contul Meu» для терминалов с операционной системой «Android» и «iOS», позволяющее управлять учётными записями услуг мобильной телефонии, предоставления доступа к сети Интернет и цифрового телевидения.
- 2018 год. Представлена «Cartela Prepay», приобретение которой даёт возможность бесплатно просматривать социальные сети.
- 1 апреля 2021 объединение всех услуг под единый бренд Moldtelecom.

## Фиксированный Интернет
По числу абонентов в первом квартале 2011 года доля компании «Moldtelecom» на рынке составляла 70,9 %. При этом по показателю оборота её доля на рынке составила 76,2 %. В 2008 году началось расширение оптоволоконной сети «FTTx» и была запущена услуга по предоставлению широкополосного доступа к сети Интернет «MaxDSL». Первоначально услугой можно было воспользоваться только в Кишинёве, позже началась реализация проекта в районных центрах и крупных населённых пунктах. В первом квартале 2011 года число абонентов услуги «MaxDSL» составило 169 900 физических и юридических лиц.
Самая мощная фиксированная интернет-сеть в стране, с более чем 400 000 абонентов, при этом рыночная доля по полученной прибыли составляет 62%. Национальное покрытие и скорость загрузки и выгрузки до 1000 Мбит/с. Гарантированное качественное и стабильное соединение благодаря самому современному оборудованию с новейшим модулем Wi-Fi 6, предлагаемым при подключении.

## Интерактивное телевидение IPTV
Доступ к богатому списку национальных и международных каналов, до 200 телеканалов, из которых 74 в формате HD. Интерактивное телевидение с новым дружественным интерфейсом; интерактивные функции: пауза, возобновление, запись, электронная программа передач, родительский контроль, изменение языка вещания и субтитров - все с одного пульта дистанционного управления. Услуга Megogo предоставляется бесплатно. ТВ архив, тематические пакеты для детей и взрослых, дополнительная опция - онлайн-кинотеатр IVI.

## Мобильная телефония
Покрытие 3G+ по всей стране и высокий уровень голосовой связи, по данным Systemics PAB – лидер международного исследования качества сетей. Широкий спектр выгодных предложений, неограниченные Социальные сети & Чат с безлимитным интернет трафиком, включённым в пакет. Карточка Prepay от Moldtelecom предлагает больше, чем вы ожидаете: Социальные сети & Чат бесплатно, самые низкие тарифы вне пакета, невероятный бонус при пополнении баланса, отличные возможности и неограниченные переговоры в сети Moldtelecom.

## Мобильная телефонная связь Moldtelecom (Unité)

Unité Logo

В марте 2007 года «Moldtelecom» запустил бренд «Unité», став третьим оператором мобильной телефонной связи в Республике Молдова. Это единственный на отечественном рынке оператор, использующий технологию «CDMA2000» с частотой 450 МГц, которая позволяет передавать звук и данные с применением современных инновационных технологий.
В конце 2008 года «Unité» обеспечил возможность доступа к мобильному Интернету по всей Молдове (кроме Приднестровья), предоставив таким образом необходимые условия для свободы общения, возможности для развития бизнеса и построения личных отношений всем жителям Молдовы, в любое время и в любом месте.
С 21 мая 2010 года «Unité» перешёл на новый этап развития мобильной связи по всей стране и стал оператором с крупнейшей сетью третьего поколения в Республике Молдова, работающим со стандартом «UMTS» («3G»).
Начиная с 1 апреля 2021, в результате ребрендинга услуги мобильной связи предоставляются под брендом «Moldtelecom».

## Интерактивное цифровое телевидение IPTV
22 февраля 2010 года «Moldtelecom» запустила первую услугу интерактивного цифрового телевидения «IPTV». Новая услуга IPTV (Internet Protocol TV или IP-телевидение) предполагает передачу телевизионного сигнала в цифровом качестве посредством IP-протоколов по Интернету прямо на экран телевизора. Данный процесс осуществляется посредством широкополосного подключения к телевизорам клиентов при помощи медиабокса («Set-Top-Box»). Абонент «IPTV» получает доступ к широкому многообразию видеоуслуг, услуг передачи звука и данных, а также развитые интерактивные механизмы для телеканалов или предоставление видеоуслуг по требованию.
7 декабря 2010 года была запущена услуга цифрового телевидения в формате высокой чёткости «HD».
15 июня 2011 года были запущены интерактивные услуги «Пауза», «Возобновление» и «Запись», которые обеспечивают абонентам свободу выбора и возможность контролировать телевизионный контент. Все это ознаменовало собой новый этап развития телевизионного рынка Республики Молдова.